# شيتشيرو فوكازاوا
شيتشيرو فوكازاوا (باليابانية: 深沢七郎)‏ (29 يناير 1914 في فويفوكي، ياماناشي - 18 أغسطس 1987 في اليابان) كاتب، وروائي، وكاتب سيناريو من اليابان.